# Wendelinuskapelle (Wachtküppel)
| Wendelinuskapelle (Wachtküppel) | Wendelinuskapelle (Wachtküppel)       |
| ------------------------------- | ------------------------------------- |
|                                 |                                       |
| Ort                             | Wachtküppel                           |
| Konfession                      | römisch-katholisch                    |
| Diözese                         | Fulda                                 |
| Patrozinium                     | Wendelinus                            |
| Baujahr                         | 1945 als Barackenkapelle, 1964 Neubau |
| Bautyp                          | Saalkirche                            |
| Funktion                        | Filialkirche                          |

Die Wendelinuskapelle am Wachtküppel ist eine römisch-katholische Filialkirche der Pfarrkirche Mariä Himmelfahrt, Gersfeld am Wachtküppel im osthessischen Landkreis Fulda, die zum Bistum Fulda gehört. Das Kirchengebäude steht in Gersfeld-Maiersbach am „Wachtküppel 107“.
Die Filialkirche steht unter dem Patrozinium des Heiligen Wendelin (Fest am 20. Oktober) und ist ihm geweiht. Sie gehört zur Pfarrei Mariä Himmelfahrt in Gersfeld und ist dem Pastoralverbund St. Wendelinus Hohe Rhön im Dekanat Rhön zugeordnet. Das unter einem Satteldach gelegene Kirchenschiff ist eine Saalkirche mit Glockenturm und seitlich angegliederter Werktagskapelle bzw. Sakramentskapelle und Sakristei.

## Geschichte

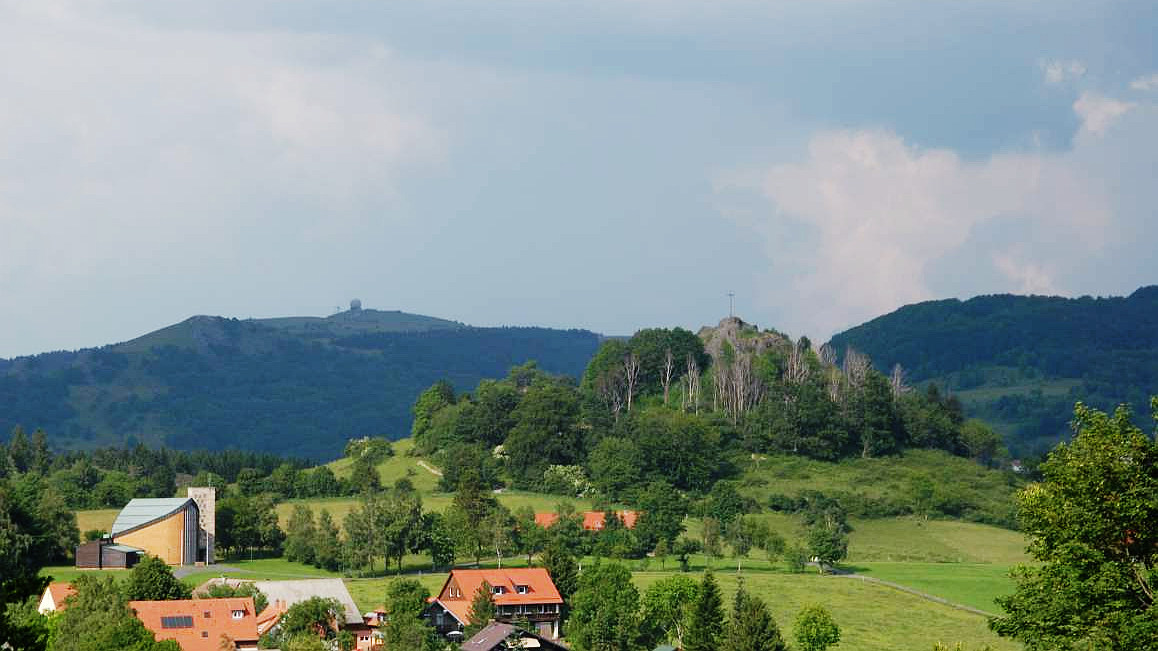
Wachtküppel

Eine erste Kapelle wurde als Hauskapelle von dem am 12. Juli 1906 in Frankfurt geborenen Kaplan Hermann Mott, der am 25. Juli 1943 im Dom zu Fulda zum Priester geweiht worden war, eingerichtet. Seine erste Kaplanstelle war in der Stadtpfarrei Mariae Namen, Hanau. Danach erkrankte der spätberufene Priester. Bei seinen Angehörigen in Maiersbach am Wachtküppel suchte er Heilung und Pflege. Mit Genehmigung von Papst Pius XII. wurde eine Hauskapelle im Wohnhaus am Wachtküppel eingerichtet. In 1944 wurde darin von ihm der erste Gottesdienst gefeiert. Die Gottesdienste wurden auch immer mehr von benachbarten und nach 1945 von Vertriebenen Gläubigen besucht, sodass die Hauskapelle zu klein wurde. Bei der Suche nach einem größeren Gottesdienstraum stieß man auf die unmittelbar nach dem Zweiten Weltkrieg leerstehende Baracke des ehemaligen Reichsarbeitsdienstes in Abtsroda. Diese wurde abgebaut und als Barackenkapelle (mit Glockentürmchen und Glocke über dem stirnseitigen Eingang) am Wachtküppel wieder aufgebaut. Am 20. Oktober 1946, unter Bischof Johann Baptist Dietz, erteilte der von ihm beauftragte Generalvikar die kirchliche Weihe.

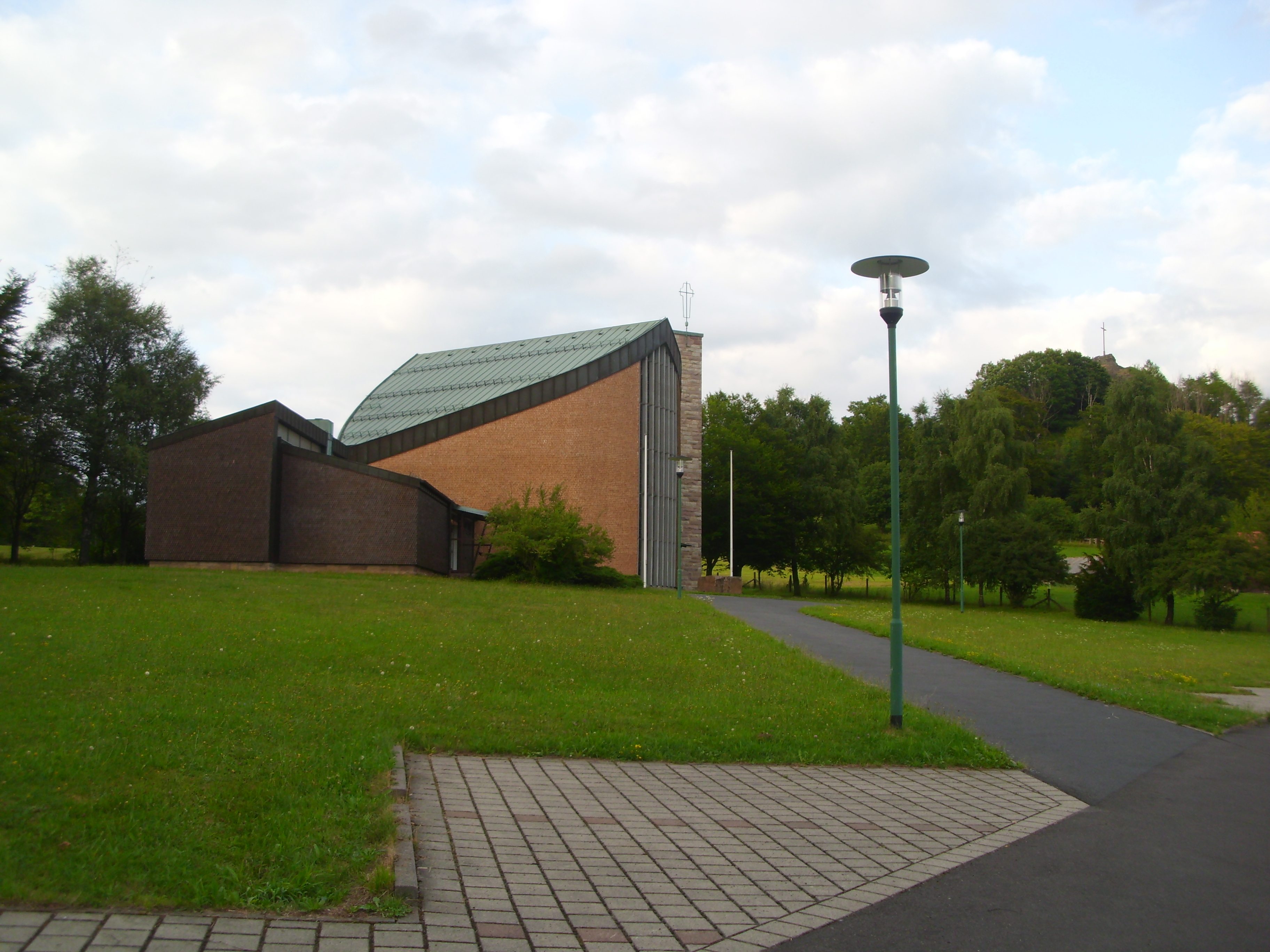
Kirchengebäude

1959 begannen Neubauplanungen für die inzwischen zu klein und baufällig gewordene Barackenkapelle, die vom damaligen Weihbischof Adolf Bolte genehmigt worden waren. Die Bauarbeiten an der vom Fuldaer Architekten Rudolf Schick geplanten Kapelle begannen im Herbst 1961. Das Richtfest wurde am 13. Dezember 1963 gefeiert. Die kirchliche Weihe erfolgte im Auftrag des neuen Bischofs Adolf Bolte durch Domkapitular Prof. Dr. Ludwig Pralle im Jahre 1964.

## Architektur
Die Kapelle trägt auf schildförmigem Grundriss ein kupfergedecktes Satteldach, über der seitlichen Werktagskapelle, dem Haupteingang und der Sakristei ein Pultdach. Die Wetterseite ist beidseits des senkrechten, gebäudehohen Lichtbandes mit Holzschindeln verkleidet. Das Kirchenschiff wird durch drei senkrechte Betonrippenfenster erhellt. An der Altarwand dominiert ein großes Bronzekreuz mit Korpus und beidseits schwebenden Engeln mit den Attributen der Dornenkrone und dem Kelch in Höhe des Kreuzquerbalkens. Eine große geflochtene natürliche Dornenkrone schwebt zwischen dem Korpusende über dem Altar.

### Außenaltar

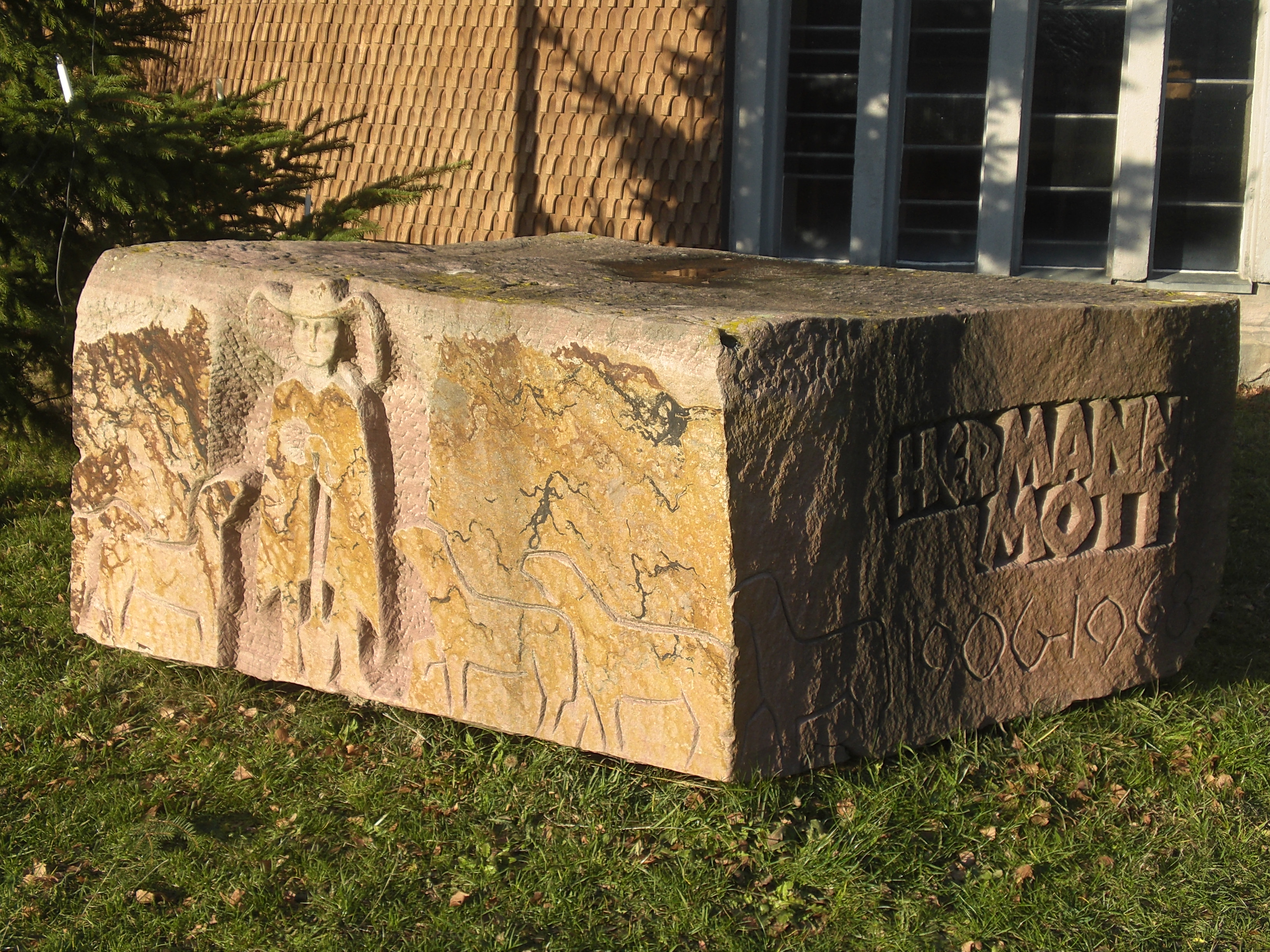
Außenaltar vor der Kapelle

1971 wurde stirnseitig vor der Kapelle ein Gedenkstein aus rotem Sandstein für Kaplan Hermann Mott (1906–1968) errichtet, der vom Bildhauer Johannes Kirsch (Petersberg) geschaffen wurde. Er ist auch als Freialtar nutzbar.

### Bildstock

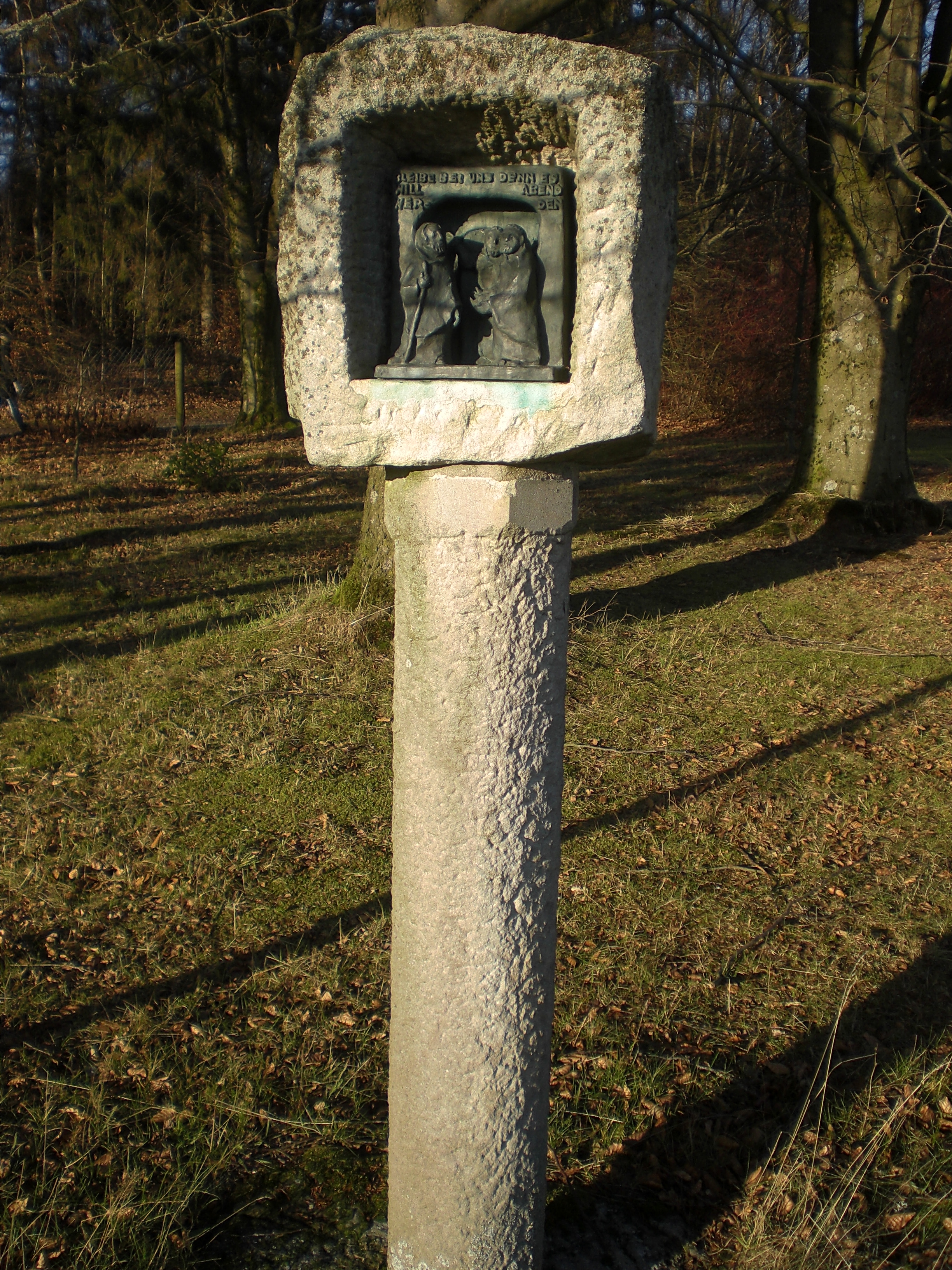
Emmausbildstock an der Zufahrt zur Wendelinuskapelle

Seitlich am Zugang bzw. Zufahrt zur Kapelle steht ein Bildstock aus einer Nieschensteinsäule mit einer Bronzeplastik von Agnes Mann Poppenhausen (Wasserkuppe)-Güntersberg. Das Motiv stammt aus dem Lukas-Evangelium (Lukas 24,13–35 ).

### Orgel
Die Kapelle besitzt eine Orgel von den Gebrüdern Hey, Urspringen, aus dem Jahre 1966, die 1971 von ursprünglich sieben auf zwölf Register erweitert wurde.

### Werktags- und Sakramentskapelle
Die Werktagskapelle beherbergt einen Sandsteinaltar mit aufstehendem Tabernakel aus Bronze und einem krönenden Kreuz. Als figürliche Ausstattungsgegenstände assistieren moderne Holzplastiken des Hl. Wendelinus und einer Schutzmantelmadonna sowie eine seitlich angebrachte Pietà. Im Turm der Kapelle befindet sich eine Holzplastik des Hl. Josef.

### Glocken
Der im Osten an das Kirchenschiff angebaute Glockenturm enthält ein Geläut aus drei Kirchenglocken hinter Schallfenstern. 1971 wurde durch Spenden der Guss von drei Glocken bei der Firma Schilling in Heidelberg ermöglicht. Sie erklingen in den Tönen „h-“, „cis“ und „c“ und tragen die Namen „Christus, König der Könige“ (475 kg), „Ave Maria“ (324 kg) und „Patron St. Wendelin, bitte für uns“ (185 kg). Am 25. April 1971 erfolgte die Glockenweihe.